# كابي (علامة تجارية)
كابي (بالإنجليزية: Cappy)‏ هي شركة عصائر ومشروبات غازية تابعة لشركة كوكا كولا تنتج عصائر ومشروبات متنوعة، وهي ذات شهرة واسعة في أوروبا وبعض دول آسيا، ولها شهرتها الخاصة في تركيا، أيضاً تم تقديم نوع آخر من العصائر يسمى كابي سيلليكتي (بالإنجليزية: Cappy Selectii)‏ في عام 2003 استجابة للطلب المحلي على المنتجات المتميزة والنكهات الطبيعية. يحتوي على أكثر من 99 في المائة عصير طبيعي ولا سكر مضاف، يُعرف Cappy Selectii باسم Cappy Juice في بعض البلدان، في يوليو 2008، أطلقت شركة كوكا كولا في بولندا مشروبًا جديدًا غير كربوني يدعى كابي آيس فروت (بالإنجليزية: Cappy Ice Fruit)‏.

## الدول التي يتوفر فيها
عصائر كابي متوفرة في 25 بلد حول العالم وهي: ألبانيا، النمسا، أذربيجان، البوسنة والهرسك، بلغاريا، كرواتيا، قبرص، جمهورية التشيك، إستونيا، جورجيا، المجر، إيطاليا، كازاخستان، لاتفيا، ليتوانيا، مالطا، مولدوفا، مقدونيا الشمالية، فلسطين، بولندا، رومانيا، صربيا، سلوفاكيا، سلوفينيا، جنوب أفريقيا، السودان، نيجيريا، تركيا، باكستان، والمغرب.